# La pensión romántica secreta
La pensión romántica secreta (en hangul, 꽃선비 열애사; romanización revisada del coreano: Kkotseonbi yeor-aesa) es una serie de televisión surcoreana dirigida por Kim Jung-min y protagonizada por Shin Ye-eun, Ryeoun, Kang Hoon y Jung Gun-joo. Se emitirá por el canal SBS TV a partir del 20 de marzo de 2023 en horario de lunes y martes a las 22:00 (hora local coreana). También estará disponible en la plataforma de contenidos audiovisuales Viki para algunas regiones del mundo.

## Sinopsis
Yoon Dan-oh es la propietaria de una peculiar casa de huéspedes durante la época Joseon. En ella viven tres jóvenes, cada uno con sus propios secretos. Todos ellos se reúnen para encontrar a Lee Seol, quien había desaparecido trece años atrás.

## Reparto

### Principal
- Shin Ye-eun como Yoon Dan-oh, la propietaria de Gaekju Ewhawon, donde viven estudiantes de todo el reino.[3][4]
- Ryeoun como Kang San, un estudiante de artes marciales con un carácter frío.[3][5]
- Kang Hoon como Kim Shi-yeol, el mejor amigo de Dan-oh.[3][6]
- Jung Gun-joo como Jung Yu-ha, un erudito noble.[3][7]

### Secundario

#### Gente de Ewhawon
- In Gyo-jin como Yook Ho, el huésped más antiguo de Ewhawon.[8]
- Lee Mi-do como Naju, la niñera de Dan-oh.[8]
- Jo Hye-joo como Yoon Hong-joo, la hermana mayor de Dan-oh.[9]

#### Gente de Buyeonggak
- Han Chae-ah como Hwa-ryeong, una gisaeng que dirige la casa de huéspedes más grande de Hanyang.[10]
- Hwang Bo-reum-byeol como Ban-ya, al servicio de Jang Tae-hwa después de la caída de su propia familia.[8]

#### Miembros del gobierno
- Ahn Nae-sang como Shin Won-ho, ministro de estado del lado izquierdo.[8]
- Oh Man-seok como Jang Tae-hwa, juez de Hanseongbu y figura influyente de Buyeonggak.[8][11]
- Hyun-woo como Lee Chang, el rey de Joseon, que ascendió al trono tras una sangrienta rebelión contra su hermano.[8]
- Kwon Do-hyung como Jang Hyeon, juez de Han Seong-bu e hijo de Jang Tae-Hwa.[12]
- Song Ji-hyuk como Choi Jong-soo, al servicio de Jang Tae-hwa.[13]
- Kim Hyun-sik como Kim Moo-hyung, al servicio de Jang Tae-hwa.

#### Gente del palacio
- Lee Joon-hyuk como Sang-seon, cuya principal especialidad es la traición.[8][14]
- Gil Eun-hye como Park Gwi-in, concubina del rey Lee Chang.[15]
- Nam Ki-ae como la reina viuda Dae-bi.[16]
- Joo Suk-tae como Kim Hwan, la única persona en la que cree Lee Chang.
- Choi Tae-hwan como Yoon Gu-nam, guardia real.

#### Otros
- Lee Kwan-hoon como Park Jong-gwan, un jefe de la escolta real Naegeumwi.[17]

### Apariciones especiales
- Han Eun-seong (hasta enero de 2023 Han Jae-seok) como Jung Gil-joon.[18][19]
- Park Hwi-soon como Ong Saeng-won.[20]

## Producción
Pan Entertainment anunció el 30 de agosto de 2022 que había firmado un contrato de producción y suministro con Studio S para la serie La pensión romántica secreta valorado en 13 000 millones de wones. Por su parte, el condado de Cheongsong-gun había anunciado el 17 del mismo mes la firma de un acuerdo comercial con Apollo Pictures, Pan Entertainment y Studio S para apoyar la producción de la serie, con lo que espera obtener publicidad promoviendo sus atracciones turísticas.
La serie está basada en la novela web Flower Scholar's Passionate Love, de Kim Jeon-hwa, y este mismo era el título que iba a tener inicialmente. El 15 de febrero de 2023 se publicaron imágenes de la primera lectura del guion, escrito por Kwon Eum-mi (quien firmó también el guion de Woman with a Suitcase) y Kim Ja-hyun, merecedora del 11.º premio Desert Shooting Star Finding Excellence. El 24 de febrero de 2023 se publicó el primer tráiler, y el 2 de marzo el segundo. El cartel principal con los cuatro protagonistas se publicó el 27 de febrero.
Se trata de la primera serie histórica para la protagonista Shin Ye-eun.

## Audiencia
| Temporada | Temporada | Episodio número | Episodio número | Episodio número | Episodio número | Episodio número | Episodio número | Episodio número | Episodio número | Episodio número | Episodio número | Episodio número | Episodio número | Episodio número | Episodio número | Episodio número | Episodio número | Episodio número | Promedio |
| Temporada | Temporada | 1               | 2               | 3               | 4               | 5               | 6               | 7               | 8               | 9               | 10              | 11              | 12              | 13              | 14              | 15              | 16              | 17              | Promedio |
| --------- | --------- | --------------- | --------------- | --------------- | --------------- | --------------- | --------------- | --------------- | --------------- | --------------- | --------------- | --------------- | --------------- | --------------- | --------------- | --------------- | --------------- | --------------- | -------- |
|           | 1         | 766             | 563             | —               | 575             | 616             | 587             | —               | 568             | 609             | —               | —               | —               | —               | 603             | 665             | 736             | 664             | 887      |

| Episodio | Fecha de emisión    | Índices de audiencia | Índices de audiencia | Índices de audiencia |
| Episodio | Fecha de emisión    | Nielsen Korea        | Nielsen Korea        | TNmS                 |
| Episodio | Fecha de emisión    | Nacional             | Seúl                 | Nacional             |
| --- | ------------------- | -------------------- | -------------------- | -------------------- |
| 1 | 20 de marzo de 2023 | 4,4 % (15.ª)         | 4,8 % (11.ª)         | 3,9 % (20.ª)         |
| 2 | 21 de marzo de 2023 | 3,8 % (17.ª)         | 4 % (16.ª)           | 3,3 % (19.ª)         |
| 3 | 27 de marzo de 2023 | 3.7 % (22.ª)         | 3.8 % (17.ª)         | N/A                  |
| 4 | 28 de marzo de 2023 | 3,7 % (14.ª)         | 3,8 % (13.ª)         | 3,2 % (18.ª)         |
| 5 | 3 de abril de 2023  | 3.7 % (16.ª)         | 4,1 % (16.ª)         | N/A                  |
| 6 | 4 de abril de 2023  | 3,9 % (14.ª)         | 4,4 % (11.ª)         | 3,4 % (20.ª)         |
| 7 | 10 de abril de 2023 | 3,7 % (21.ª)         | 4,1 % (17.ª)         | N/A                  |
| 8 | 11 de abril de 2023 | 3,8 % (17.ª)         | 3.8 % (15.ª)         | N/A                  |
| 9 | 17 de abril de 2023 | 3.7 % (17.ª)         | 4 % (11.ª)           | N/A                  |
| 10 | 18 de abril de 2023 | 3,7 % (17.ª)         | 4 % (11.ª)           | N/A                  |
| 11 | 24 de abril de 2023 | 3,2 % (22.ª)         | 3,3 % (20.ª)         | N/A                  |
| 12 | 25 de abril de 2023 | 3,2 % (19.ª)         | 3,3 % (17.ª)         | N/A                  |
| 13 | 1 de mayo de 2023   | 3,8 % (18.ª)         | 4,1 % (15.ª)         | 3,6 % (17.ª)         |
| 14 | 2 de mayo de 2023   | 4,1 % (13.ª)         | 4,2 % (9.ª)          | 3,6 % (17.ª)         |
| 15 | 8 de mayo de 2023   | 4 % (13.ª)           | 4,3 % (10.ª)         | 4,3 % (16.ª)         |
| 16 | 9 de mayo de 2023   | 4,5 % (8.ª)          | 4,6 % (7.ª)          | 5,2 % (11.ª)         |
| 17 | 15 de mayo de 2023  | 4,1 % (12.ª)         | 4,3 % (12.ª)         | 4,5 % (14.ª)         |
| 18 | 16 de mayo de 2023  | 5 % (7.ª)            | 5,2 % (5.ª)          | 5,8 % (8.ª)          |
| Promedio | Promedio            | 3,9 %                | 4,1 %                | 4,1 %                |
| - En la tabla superior, los números azules representan las calificaciones más bajas y los números rojos representan las más altas. - N/A indica que el dato es desconocido. |                     |                      |                      |                      |